# I Am the Night (album)
| Recensione | Giudizio |
| ---------- | -------- |
| AllMusic   |          |

I Am the Night è il terzo album in studio del gruppo musicale statunitense Pantera, pubblicato dalla Metal Magic Records nel 1985.

## Tracce
1. Hot and Heavy – 4:09
2. I Am the Night – 4:29
3. Onward We Rock – 3:59
4. D*G*T*T*M – 1:46
5. Daughters of the Queen – 4:20
6. Down Below – 2:42
7. Come (On Eyes) – 4:15
8. Right on the Edge – 4:08
9. Valhalla – 4:07
10. Forever Tonight – 4:10

## Formazione
- Terrence Lee - voce
- Diamond Darrell - chitarra
- Rex Rocker - basso
- Vinnie Paul - batteria